# Pluto Fast Flyby

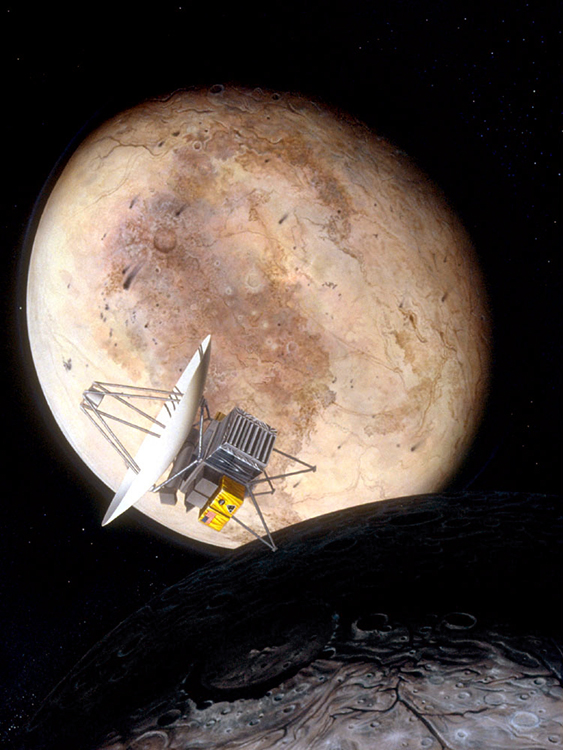
Vue d'artiste de la sonde spatiale survolant Pluton.

Pluto Fast Flyby était un projet de mission spatiale de la NASA dont l'objectif était d'étudier la planète naine Pluton en effectuant un survol. Prévue pour 2000, la sonde spatiale devait atteindre Pluton en 2010 afin qu'elle soit en mesure d'examiner son atmosphère avant qu'elle ne soit gelée au sol sous forme de « neige » alors que Pluton s'éloigne du Soleil. Il a été proposé que les instruments soient un appareil photo, un spectromètre infrarouge, un spectromètre ultraviolet et un émetteur radio pour envoyer ses résultats vers la Terre. Comme Pluton met plusieurs jours terrestres pour effectuer une rotation, et que tout survol de Pluton va à la vitesse nécessaire pour la rejoindre rapidement, deux engins spatiaux auraient été construits pour photographier les deux faces de Pluton et de sa lune Charon. En effet, le survol de Pluton étant si rapide et la rotation de cette dernière si lente, une seule sonde n'aurait pu prendre en photo toute la surface.
Le projet est finalement annulé en raison d'un manque de financement. Un  deuxième projet, calqué sur le modèle des missions du programme Discovery, Pluto Kuiper Express,  subit le même sort. La mission d'étude de Pluton se concrétisera finalement avec le lancement de la sonde New Horizons le 19 janvier 2006.

### Source
- (en) Cet article est partiellement ou en totalité issu de l’article de Wikipédia en anglais intitulé « Pluto Fast Flyby » (voir la liste des auteurs).
- (en) Jet Propulsion Laboratory, California lnstitutc of Technology, Elaine Hansen, University of Colorado, « Pluto Fast Flyby : An Overview of the Mission and Spacecraft Design, Advanced Technology insertion Efforts, and Student Involvement Opportunities », California Institute of Technology.